# Vincennes (Indiana)
Vincennes es una ciudad ubicada en el condado de Knox en el estado estadounidense de Indiana. En el Censo de 2010 tenía una población de 18.423 habitantes y una densidad poblacional de 950,96 personas por km².

## Geografía
Vincennes se encuentra ubicada en las coordenadas 38°40′34″N 87°30′40″O / 38.67611, -87.51111. Según la Oficina del Censo de los Estados Unidos, Vincennes tiene una superficie total de 19.37 km², de la cual 19.2 km² corresponden a tierra firme y (0.91%) 0.18 km² es agua.

## Demografía
Según el censo de 2010, había 18.423 personas residiendo en Vincennes. La densidad de población era de 950,96 hab./km². De los 18.423 habitantes, Vincennes estaba compuesto por el 91.94% blancos, el 4.7% eran afroamericanos, el 0.26% eran amerindios, el 0.74% eran asiáticos, el 0.03% eran isleños del Pacífico, el 0.67% eran de otras razas y el 1.67% pertenecían a dos o más razas. Del total de la población el 1.92% eran hispanos o latinos de cualquier raza.